# Andrea Torricini
Pour les articles homonymes, voir Torricini.
Andrea Torricini, né le 6 juillet 1976 à Florence, est un joueur professionnel de squash représentant l'Italie. Il atteint, en décembre 2010, la 135e place mondiale sur le circuit international, son meilleur classement. Il est champion d'Italie en 2008.  

## Palmarès

### Titres
- Championnats d'Italie :  2008